# هوشنگ توزیع
هوشنگ توزیع نمایشنامه‌نویس، کارگردان و بازیگر ایرانی است. او که تئاتر را در دههٔ ۱۳۴۰ در کارگاه نمایش آغاز کرد، بعد از انقلاب ۱۳۵۷ به ایالات متحده مهاجرت کرد و با تأسیس «کارگاه نمایش ۷۹» به همراه همسرش شهره آغداشلو نمایش‌های موفقی که اغلب درونمایه سیاسی-اجتماعی داشتند و در قالب طنز نوشته شده بود را به روی صحنه برد.

## نمایش‌نامه

### از ماهواره با عشق
یک نمایش طنز اجتماعی-فرهنگی با بازی بهروز وثوقی و نکار زادگان است که به نقد شبکه‌های فارسی‌زبان ماهواره‌ای خارج از ایران می‌پردازد.

### یک ایرانی در بهشت
یک نمایش کمدی از هوشنگ توزیع است که در سال ۲۰۰۹ و ۲۰۱۰ در شهرهای گوناگون جهان با بازیگری شهره آغداشلو و هوشنگ توزیع به روی صحنه رفت. مضمون اصلی نمایش بر محور رابطه زناشویی پرتنش یک زوج مهاجر (مرد تصادفی و همسرش) که در سرزمینی بیگانه پا به میان‌سالی گذاشته‌اند دور می‌زند. مرد جان خود را در یک سانحهٔ رانندگی از دست داده و به صورت غیرمنتظره‌ای وارد بهشت شده است. پروردگار فرشته‌ای را که خیلی زود درمی‌یابیم ایرانی است مأمور رسیدگی به امورات این تازه‌وارد که هنوز گیج و منگ است کرده است.
حوادث بعد از انتخابات ایران، محبوبیت جنبش نوپای سبز و انعکاس قتل ندا آقا سلطان در رسانه‌های بین‌المللی و بازتاب این رویدادها در زندگی مهاجرین ایرانی نیز بخش قابل توجهی از نمایش یک ایرانی در بهشت را به خود اختصاص داده است.

### شاعر نقره‌ای
نمایش «شاعر نقره‌ای» بر اساس زندگی فریدون فرخزاد، به کارگردانی و بازیگری «هوشنگ توزیع» روی صحنه رفت.
توزیع حدود یک‌سال‌ونیم برای گردآوری اسناد، مدارک و کتاب‌های مرتبط با فریدون فرخزاد و مطالعه و تحقیق در آن زمان صرف کرده است. او در این فرایند طولانی، بسیاری از برنامه‌های تلویزیونی، هنری و گفتگوهای این هنرمند را نیز تماشا کرد تا از رفتار، گفتار و روحیات فریدون فرخزاد شناخت کاملی داشته باشد.
شاعر نقره‌ای علاوه بر اجراهای موفق در لس‌آنجلس و شهرهای مختلف، در جشنواره تیرگان نیز روی صحنه رفت. برخی از اجراهای این نمایش به دلیل دنیاگیری کووید-۱۹ لغو شد.

## نقش آفرینی

### فیلم
- فرستاده (۱۹۸۳ پرویز صیاد)
- میهمانان هتل آستوریا (۱۹۸۹ رضا علامه‌زاده)
- آمریکای زیبا (۲۰۰۱ بابک شکریان)
- آرگو (۲۰۱۲ بن افلک)
- یک ازدواج ساده (۲۰۱۹ سارا زندیه)

### سریال
- مجازاتگر